# كييسات النار
كييسات النار (الاسم العلمي:Pyrocystaceae) هي فصيلة من السوطيات الدوارة تتبع رتبة المغضونيات من طائفة الطحالب الدوارة.

## التصنيف
- فصيلة كييسات النار
  - أسرة العيظوماوات
    - جنس العيظومة